# 2014年大西洋颶風季
2014年大西洋颶風季泛指在2014年全年內的任何時間，於大西洋水域所產生的熱帶氣旋。雖然有關方面並沒有設下本颶風季的指定期限，但大部份於大西洋的熱帶氣旋通常都會於五月至十二月期間形成。
大西洋颶風季的編號為AL取L一字，並且大西洋的氣旋命名機構為美國國家颶風中心。该风季是有史以来低于平均水平的风季，受到风切变的影响，该风季只诞生了9场热带低压，8场热带风暴， 其中飓风数量达到了6场，大型飓风数量则为2场。
2014年大西洋颶風季第一個氣旋生成於2014年7月1日的颶風亞瑟。以下各熱帶氣旋資訊以熱帶氣旋存在期間的最強形態為準。

## 熱帶氣旋

### 颶風亞瑟（Arthur）
2014年6月27日，一個非熱帶性質的低壓區從美國東南部向東南方移動橫過南卡羅萊納州。翌日，其進入了大西洋海域，並轉化為一熱帶擾動。
6月28日，美國海軍研究實驗室給予擾動編號91L。上午8時，美國國家颶風中心（NHC）對其未來兩天發展評級為「MEDIUM」並發展機率為30%，未來五天發展評級為「MEDIUM」並發展機率為50%。下午2時，美國國家颶風中心對其未來兩天發展評級為「MEDIUM」並發展機率為40%，未來五天發展評級為「HIGH」並發展機率為60%。
6月29日晚上8時，美國國家颶風中心對其未來兩天發展評級為「HIGH」並發展機率為60%，未來五天發展評級為「HIGH」並發展機率為80%。
6月30日下午4時，美國國家颶風中心對其未來兩天發展評級為「HIGH」並發展機率為80%，未來五天發展評級為「HIGH」並發展機率為80%。晚上11時，美國國家颶風中心將其升格為熱帶性低氣壓，並給予編號One。
7月1日上午11時，美國國家颶風中心將其升格為熱帶風暴，並命名為亞瑟（Arthur）。
7月3日上午5時，美國國家颶風中心將其升格為一級颶風。晚上11時，美國國家颶風中心將其升格為二級颶風。
7月4日上午11時，美國國家颶風中心將其降格為一級颶風。
7月5日上午5時，美國國家颶風中心將其降格為熱帶風暴。上午11時，美國國家颶風中心認為亞瑟已經轉化為溫帶氣旋。

### 颶風伯莎（Bertha）
2014年7月28日，一個低壓區在佛得角西南部海面上生成。同日，美國海軍研究實驗室給予擾動編號93L。上午2時，美國國家颶風中心（NHC）對其未來兩天發展評級為「MEDIUM」並發展機率為30%，未來五天發展評級為「HIGH」並發展機率為70%。下午5時，美國國家颶風中心對其未來兩天發展評級為「MEDIUM」並發展機率為50%，未來五天發展評級為「HIGH」並發展機率為70%。
7月29日晚上8時，美國國家颶風中心對其未來兩天發展評級為「HIGH」並發展機率為70%，未來五天發展評級為「HIGH」並發展機率為70%。
7月30日晚上8時，美國國家颶風中心對其未來兩天發展評級為「MEDIUM」並發展機率為50%，未來五天發展評級為「MEDIUM」並發展機率為50%。
7月31日上午8時，美國國家颶風中心對其未來兩天發展評級為「HIGH」並發展機率為70%，未來五天發展評級為「HIGH」並發展機率為70%。晚上8時，美國國家颶風中心對其未來兩天發展評級為「HIGH」並發展機率為80%，未來五天發展評級為「HIGH」並發展機率為80%。晚上11時，美國國家颶風中心將其直接升格為熱帶風暴，並給予編號Three及命名為伯莎（Bertha）。
8月4日上午11時，美國國家颶風中心將其升格為一級颶風。
8月5日上午5時，美國國家颶風中心將其降格為熱帶風暴。
8月6日上午11時，美國國家颶風中心認為伯莎已經轉化為溫帶氣旋。

### 颶風克里斯托瓦爾（Cristobal）
2014年8月19日，一個低壓區在特克斯和凱科斯群島附近海面上生成。同日，美國海軍研究實驗室給予擾動編號94L。午夜2時，美國國家颶風中心（NHC）對其未來兩天發展評級為「MEDIUM」並發展機率為30%，未來五天發展評級為「MEDIUM」並發展機率為40%。
8月20日下午2時，美國國家颶風中心對其未來兩天發展評級為「MEDIUM」並發展機率為50%，未來五天發展評級為「HIGH」並發展機率為60%。
8月21日晚上8時，美國國家颶風中心對其未來兩天發展評級為「HIGH」並發展機率為60%，未來五天發展評級為「HIGH」並發展機率為80%。
8月22日晚上8時，美國國家颶風中心對其未來兩天發展評級為「HIGH」並發展機率為80%，未來五天發展評級為「HIGH」並發展機率為90%。
8月23日下午2時，美國國家颶風中心將其升格為熱帶低氣壓，並給予編號Four。
8月24日上午6時，美國國家颶風中心將其升格為熱帶風暴，並命名為克里斯托巴爾（Cristobal）。
8月25日晚上11時，美國國家颶風中心將其升格為一級颶風。
8月29日上午11時，美國國家颶風中心認為克里斯托瓦爾維持着一級颶風的強度轉化為溫帶氣旋。

### 熱帶風暴多莉（Dolly）
2014年8月29日，一個低壓區在坎佩切灣東南部海面上生成。同日，美國海軍研究實驗室給予擾動編號99L。晚上8時，美國國家颶風中心（NHC）對其未來兩天發展評級為「LOW」並發展機率為10%，未來五天發展評級為「MEDIUM」並發展機率為30%。
8月31日晚上8時，美國國家颶風中心對其未來兩天發展評級為「MEDIUM」並發展機率為50%，未來五天發展評級為「HIGH」並發展機率為60%。
9月1日下午2時，美國國家颶風中心對其未來兩天發展評級為「HIGH」並發展機率為80%，未來五天發展評級為「HIGH」並發展機率為80%。下午5時，美國國家颶風中心將其升格為熱帶低氣壓，並給予編號Five。
9月2日午夜2時，美國國家颶風中心將其升格為熱帶風暴，並命名為多莉（Dolly）。
9月3日上午8時，美國國家颶風中心將其降格為熱帶低氣壓。上午11時，美國國家颶風中心對其發出最後的警報。

### 颶風愛德華（Edouard）
2014年9月6日，一個低壓區在佛得角西南部海面上生成。同日，美國海軍研究實驗室給予擾動編號91L。下午8時，美國國家颶風中心（NHC）對其未來兩天發展評級為「LOW」並發展機率為10%，未來五天發展評級為「MEDIUM」並發展機率為50%。
9月8日下午8時，美國國家颶風中心對其未來兩天發展評級為「MEDIUM」並發展機率為30%，未來五天發展評級為「HIGH」並發展機率為60%。
9月11日上午8時，美國國家颶風中心對其未來兩天發展評級為「HIGH」並發展機率為70%，未來五天發展評級為「HIGH」並發展機率為90%。上午11時，美國國家颶風中心將其升格為熱帶低氣壓，並給予編號Six。下午11時，美國國家颶風中心將其升格為熱帶風暴，並命名為愛德華（Edouard）。
9月14日上午11時，美國國家颶風中心將其升格為一級颶風。
9月15日上午5時，美國國家颶風中心將其升格為二級颶風。
9月16日上午11時，美國國家颶風中心將其升格為三級颶風。下午5時，美國國家颶風中心將其降格為二級颶風。下午11時，美國國家颶風中心將其降格為一級颶風。
9月18日下午5時，美國國家颶風中心將其降格為熱帶風暴。
9月19日上午11時，美國國家颶風中心對其發出最後的警報。

### 颶風費伊（Fay）
2014年10月9日，一個低壓區在安提瓜和巴布達北部海面上生成。同日，美國海軍研究實驗室給予擾動編號99L。早上8時，美國國家颶風中心（NHC）對其未來兩天發展評級為「MEDIUM」並發展機率為30%，未來五天發展評級為「MEDIUM」並發展機率為40%。
10月10日上午5時，美國國家颶風中心對其未來兩天發展評級為「HIGH」並發展機率為90%，未來五天發展評級為「HIGH」並發展機率為90%。上午11時，美國國家颶風中心將其升格為亞熱帶低氣壓，並給予編號Seven。下午5時，美國國家颶風中心將其升格為亞熱帶風暴，並命名為費伊（Fay）。
10月11日上午8時，美國國家颶風中心將其歸類為熱帶風暴，並把強度提升至55節，随後又把強度調整為60節。
10月12日下午5時，美國國家颶風中心將其升格為一級颶風。下午11時，美國國家颶風中心將其降格為熱帶風暴。
10月13日上午11時，美國國家颶風中心對其發出最後的警報。

### 颶風貢薩洛（Gonzalo）
2014年10月10日，一個低壓區在聖文森特和格林納丁斯東北部海面上生成。同日，美國海軍研究實驗室給予擾動編號90L。上午8時，美國國家颶風中心（NHC）對其未來兩天發展評級為「LOW」並發展機率為10%，未來五天發展評級為「LOW」並發展機率為20%。
10月12日上午8時，美國國家颶風中心對其未來兩天發展評級為「HIGH」並發展機率為70%，未來五天發展評級為「HIGH」並發展機率為70%。下午3時，美國國家颶風中心將其直接升格為熱帶風暴，並給予編號Eight及命名為貢薩洛（Gonzalo）。
10月13日下午5時，美國國家颶風中心將其升格為一級颶風。
10月14日上午2時，美國國家颶風中心將其升格為二級颶風。下午5時，美國國家颶風中心將其升格為三級颶風。
10月15日上午11時，美國國家颶風中心將其升格為四級颶風。下午5時，美國國家颶風中心將其降格為三級颶風。
10月16日上午5時，美國國家颶風中心再度將其升格為四級颶風。
10月17日上午11時，美國國家颶風中心將其降格為三級颶風。下午8時，美國國家颶風中心將其降格為二級颶風。
10月18日上午11時，美國國家颶風中心將其降格為一級颶風。
10月19日上午11時，美國國家颶風中心認為貢薩洛已經轉化為溫帶氣旋。

### 熱帶風暴漢娜（Hanna）
2014年10月20日，熱帶風暴特魯迪的殘餘雲系在坎佩切灣重新發展，美國海軍研究實驗室給予擾動編號93L。上午2時，美國國家颶風中心（NHC）對其未來兩天發展評級為「LOW」並發展機率為10%，未來五天發展評級為「MEDIUM」並發展機率為30%。下午8時，美國國家颶風中心對其未來兩天發展評級為「MEDIUM」並發展機率為50%，未來五天發展評級為「HIGH」並發展機率為60%。
10月21日下午11時，美國國家颶風中心將其升格為熱帶低氣壓，並給予編號Nine。
10月22日下午8時，美國國家颶風中心對其發出最後的警報。
其後，該熱帶低氣壓的殘餘雲系進入加勒比海重新發展。
10月23日下午2時，美國海軍研究實驗室重新給予其擾動編號94L。
10月24日下午8時，美國國家颶風中心對其未來兩天發展評級為「LOW」並發展機率為10%，未來五天發展評級為「LOW」並發展機率為20%。
10月27日下午8時，美國國家颶風中心對其恢復編號Nine，並直接升格為熱帶風暴，同時命名為漢娜（Hanna）。
10月28日上午8時，美國國家颶風中心將其降格為熱帶低氣壓。上午11時，美國國家颶風中心對其發出最後的警報。
其後，其殘餘雲系進入加勒比海再次重新發展。
10月28日上午10時，美國海軍研究實驗室重新給予其擾動編號96L。
10月29日下午9時15分，美國海軍研究實驗室對其撤銷編號。

## 其他熱帶氣旋
除了被國家颶風中心命名的熱帶氣旋外，還有一些沒被命名的熱帶低氣壓。以下列出那些熱帶氣旋的資料。

### 第二號熱帶低氣壓
2014年7月21日，一個低壓區在佛得角西南方海面上生成。同日，美國海軍研究實驗室給予擾動編號92L。美國國家颶風中心（NHC）對其未來兩天發展評級為「LOW」並發展機率為20%，未來五天發展評級為「LOW」並發展機率為20%。下午2時，美國國家颶風中心對其未來兩天發展評級為「HIGH」並發展機率為70%，未來五天發展評級為「HIGH」並發展機率為70%。下午4時，美國國家颶風中心將其升格為熱帶低氣壓，並給予編號Two。
7月23日上午11時，美國國家颶風中心對其發出最後的警報。

## 風暴名稱
下面的名字將被用於2014年在北大西洋形成而又被命名的風暴。如果有退役名稱的話，將由世界氣象組織在2015年春天宣布。在這個名單中未退役的名字將在2020年的風季中再次使用。這是與2008年風季使用的名單大致相同。黑色體字表示今年已經使用過，黑色粗體名稱則表示該風暴活躍中，未使用之名字則以灰色字體表示，橙色表示下一個將會使用的名稱。 
| - Arthur - Bertha - Cristobal - Dolly - Edouard - Fay - Gonzalo | - Hanna - Isaias（未用） - Josephine（未用） - Kyle（未用） - Laura（未用） - Marco（未用） - Nana（未用） | - Omar（未用） - Paulette（未用） - Rene（未用） - Sally（未用） - Teddy（未用） - Vicky（未用） - Wilfred（未用） |

## 颶風季影響
以下圖表顯示了2014年大西洋颶風季的所有熱帶氣旋以及它們的登陸資料(如有)。在括號內的死亡人數屬於非直接，但仍與風暴有關的死亡。所有破壞及死亡數字都包括風暴在擾動及溫帶氣旋階段時的資料。
ACE的計算公式：{\displaystyle \sum _{}^{}{\frac {{v_{\mathrm {max} }}^{2}}{10^{4}}},}，單位為{\displaystyle 10^{4}kt^{2}}。
| 萨菲尔-辛普森飓风风力等级 |    |    |    |    |    |    |
| TD                        | TS | C1 | C2 | C3 | C4 | C5 |

| 风暴名称     | 持续日期           | 风暴最高强度 | 最大持续风速 | 最低气压 （百帕） | ACE    | 登陆                                               | 登陆             | 登陆     | 损失 （百万美元） | 死亡人数 |
| 风暴名称     | 持续日期           | 风暴最高强度 | 最大持续风速 | 最低气压 （百帕） | ACE    | 地点                                               | 时间             | 风速     | 损失 （百万美元） | 死亡人数 |
| ------------ | ------------------ | ------------ | ------------ | ----------------- | ------ | -------------------------------------------------- | ---------------- | -------- | ----------------- | -------- |
| 亞瑟         | 7月1日－7月5日     | 二级飓风     | 155 km/h     | 973               | 6.785  | 美國北卡羅萊納州加特利縣沙克爾福班克島             | 7月3日23時15分   | 155 km/h | 22.7              | 0（1）   |
| 亞瑟         | 7月1日－7月5日     | 二级飓风     | 155 km/h     | 973               | 6.785  | 美國北卡羅萊納州戴爾縣俄勒岡入口沿海               | 7月4日4時        | 155 km/h | 22.7              | 0（1）   |
| 二           | 7月21日－7月23日   | 热带低氣压   | 55 km/h      | 1012              | 0      | 没有登陆                                           | 没有登陆         | 没有登陆 | 0                 | 0        |
| 伯莎         | 7月31日－8月6日    | 一级飓风     | 130 km/h     | 998               | 5.19   | 英國海外領土特克斯和凱科斯群島凱科斯群島大凱科斯島 | 8月3日10時       | 75 km/h  | 很少              | 3（1）   |
| 克里斯托瓦爾 | 8月23日－8月29日   | 一级飓风     | 140 km/h     | 965               | 7.575  | 没有登陆                                           | 没有登陆         | 没有登陆 | 未知              | 7        |
| 多莉         | 9月1日－9月3日     | 热带风暴     | 85 km/h      | 1002              | 0.9275 | 墨西哥韋拉克魯斯州坦皮科奧拓沿海                   | 9月3日0時        | 75 km/h  | 6.5               | 0（1）   |
| 愛德華       | 9月11日－9月19日   | 三级飓风     | 195 km/h     | 955               | 15.35  | 没有登陆                                           | 没有登陆         | 没有登陆 | 很少              | 2        |
| 費伊         | 10月10日－10月13日 | 一级飓风     | 130 km/h     | 983               | 3.38   | 英國海外領土百慕達聖喬治斯堂區沿海                 | 10月12日4時10分  | 130 km/h | 3.8               | 0        |
| 貢薩洛       | 10月12日－10月19日 | 四级飓风     | 230 km/h     | 940               | 25.365 | 安提瓜和巴布達安地卡島聖菲利普區沿海               | 10月13日10時30分 | 120 km/h | 200               | 5（1）   |
| 貢薩洛       | 10月12日－10月19日 | 四级飓风     | 230 km/h     | 940               | 25.365 | 法國海外大區法屬聖馬丁馬里戈東面沿海               | 10月13日18時45分 | 140 km/h | 200               | 5（1）   |
| 貢薩洛       | 10月12日－10月19日 | 四级飓风     | 230 km/h     | 940               | 25.365 | 英國海外領土安圭拉寶榮角沿海                       | 10月13日19時15分 | 140 km/h | 200               | 5（1）   |
| 貢薩洛       | 10月12日－10月19日 | 四级飓风     | 230 km/h     | 940               | 25.365 | 英國海外領土百慕達南安普頓堂區沿海                 | 10月17日20時30分 | 175 km/h | 200               | 5（1）   |
| 漢娜         | 10月21日－10月27日 | 热带风暴     | 65 km/h      | 1000              | 0.3675 | 尼加拉瓜北大西洋自治區格拉西亞斯-阿迪奧斯角沿海    | 10月27日12時     | 65 km/h  | 未知              | 0        |
| 季节总结     |                    |              |              |                   |        |                                                    |                  |          |                   |          |
| 9個 熱帶氣旋 | 7月1日－10月27日   |              | 230 km/h     | 940               | 64.94  | 10次登陆                                           | 10次登陆         | 10次登陆 | 233               | 17（4）  |

## 內部連結
- 2014年太平洋颱風季
- 2014年太平洋颶風季
- 2014年北印度洋氣旋季
- 2013－2014年西南印度洋熱帶氣旋季
- 2013－2014年澳洲地區熱帶氣旋季
- 2013－2014年南太平洋熱帶氣旋季
- 2014－2015年西南印度洋熱帶氣旋季
- 2014－2015年澳洲地區熱帶氣旋季
- 2014－2015年南太平洋熱帶氣旋季

## 外部連結
- 美國國家颶風中心（页面存档备份，存于）
- 美國海軍實驗室（页面存档备份，存于）
- ACE（页面存档备份，存于）